# تشارلز غوديناف بوكر
تشارلز غوديناف بوكر هو سياسي كندي، ولد في 24 أبريل 1859، وتوفي في 3 أبريل 1926.